# Anna Rokita
Anna Natalia Rokita  (ur. 30 stycznia 1986 w Wiedniu) – austriacka łyżwiarka szybka pochodzenia polskiego.

## Kariera
Największy sukces w karierze Anna Rokita osiągnęła w sezonie 2011/2012, kiedy zajęła trzecie miejsce w klasyfikacji końcowej Pucharu Świata w starcie masowym. Wyprzedziły ją wtedy jedynie Holenderka Mariska Huisman oraz Niemka Claudia Pechstein. Tylko raz stanęła na podium zawodów tego cyklu - 11 marca 2012 roku w Berlinie zajęła trzecie miejsce w starcie masowym. Nie zdobyła medalu mistrzostw świata, jej najlepszym wynikiem jest trzynaste miejsce w biegu na 3000 m wywalczone podczas dystansowych mistrzostw świata w Nagano w 2008 roku. Zajęła też między innymi dziesiąte miejsce na rozgrywanych rok później mistrzostwach Europy w Heerenveen. W 2006 roku brała udział w igrzyskach olimpijskich w Turynie, gdzie jej najlepszym wynikiem było dwunaste miejsce na dystansie 5000 m. Na rozgrywanych cztery lata później igrzyskach w Vancouver zajęła 16. miejsce w biegu na 3000 m oraz 28. miejsce na dwukrotnie krótszym dystansie. Brała również udział w igrzyskach olimpijskich w Soczi 2014 roku, gdzie zajęła 22. miejsce na dystansie 3000 m.
Jest córką polskiego panczenisty, Jerzego Rokity.